# Perdita valida
Perdita valida är en biart som beskrevs av Timberlake 1962. Perdita valida ingår i släktet Perdita och familjen grävbin. Inga underarter finns listade i Catalogue of Life.